# Achaearanea palgongensis
Achaearanea palgongensis är en spindelart som beskrevs av Seo 1993. Achaearanea palgongensis ingår i släktet Achaearanea och familjen klotspindlar. Inga underarter finns listade i Catalogue of Life.